# Endectyon gorgonioides
Endectyon gorgonioides är en svampdjursart som först beskrevs av James Barrie Kirkpatrick 1903.  Endectyon gorgonioides ingår i släktet Endectyon och familjen Raspailiidae. Inga underarter finns listade i Catalogue of Life.